# 地域部
地域部（ちいきぶ）とは、警視庁、道、府および主要県警察本部に設置される部の一つ。市民生活に最も身近なパトカーや、交番・駐在所、及び110番の受け付けと事件対応配備を担当する通信指令業務などを、運用管理する。いわゆる“お巡りさん”が所属する部署にあたる。

## 沿革
警視庁においては以前は外勤部、のち警ら部と呼ばれていたが、1994年に地域部に改称された。「警邏」ではなかったのは「邏」の字が一般には使えない制限漢字だったため。
2021年10月、航空隊が警備部に移管された。

## 設置されている警察本部
- 警視庁(地域総務課(遊撃特別警ら隊)､地域指導課(職務質問指導室)、通信指令本部､

第一・第二・第八方面・第九方面自動車警ら隊､鉄道警察隊)
- 北海道警察本部(地域企画課(地域警察運営室､地域実務指導室､鉄道警察隊)､通信指令課､

自動車警ら隊)
- 宮城県警察本部(地域課､通信指令課､機動警ら隊､鉄道警察隊)
- 福島県警察本部(地域企画課(街頭活動強化・若手地域警察官育成支援推進室､水上警察隊､

鉄道警察隊)､通信指令課)
- 茨城県警察本部(地域課(鉄道警察隊)､通信指令課､自動車警ら隊)
- 栃木県警察本部(地域課(鉄道警察隊)､通信指令課､機動警察隊)
- 群馬県警察本部(地域課(鉄道警察隊)､通信指令課､機動警ら隊)
- 千葉県警察本部(地域課､通信指令課､自動車警ら隊､鉄道警察隊)
- 埼玉県警察本部(地域総務課(地域指導室)､通信指令課､自動車警ら隊､鉄道警察隊)
- 千葉県警察本部(地域課(地域指導・支援室､水上警察隊)､通信指令課､自動車警ら隊､鉄道警察隊)
- 神奈川県警察本部(地域総務課(地域指導室)､通信指令課(通信指令室)､自動車警ら隊､鉄道警察隊)
- 新潟県警察本部(地域課(地域指導室､職質指導警ら隊)､通信指令課､鉄道警察隊)
- 長野県警察本部(地域課(鉄道警察隊)､山岳安全対策課､通信指令課､自動車警ら隊)
- 静岡県警察本部(地域課､通信指令課､機動警ら課(自動車警ら隊､鉄道警察隊))
- 富山県警察本部(地域企画課(機動警ら隊､鉄道警察隊)､通信指令課､山岳安全課(山岳警備隊))
- 岐阜県警察本部(地域課(鉄道警察隊)､通信指令課､自動車警ら隊)
- 愛知県警察本部(地域課(地域指導室)､通信指令課､自動車警ら隊､鉄道警察隊)
- 三重県警察本部(地域課(水上警察隊､鉄道警察隊)､通信指令課､自動車警ら隊)
- 京都府警察本部(地域課(地域指導室､騎馬隊)､通信指令課､機動警ら課(自動車警ら隊､沿岸警ら隊))
- 大阪府警察本部(地域総務課(地域指導室)､通信指令室､第一・第二・第三方面警ら隊､鉄道警察隊)
- 兵庫県警察本部(地域企画課､通信指令課､第一・第二機動パトロール隊､鉄道警察隊)
- 岡山県警察本部(地域課(鉄道警察隊)､通信指令課､機動警察隊)
- 広島県警察本部(地域課､通信指令課､自動車警ら隊､鉄道警察隊)
- 山口県警察本部(地域企画課､地域運用課(鉄道警察隊)､自動車警ら隊)
- 福岡県警察本部(地域総務課､通信指令課､自動車警ら隊､鉄道警察隊)
- 長崎県警察本部(地域課(地域企画指導室､鉄道警察隊)､通信指令課､自動車警ら隊)
- 沖縄県警察本部(地域課(自動車警ら隊､水上安全対策室)､通信指令課)

## 通信指令
- 指令業務 - 通信指令システムの運用によって行う110番通報の処理、指揮命令及びその伝達並びに事件の手配、報告、通報、連絡、照会等。
- 通信指令システム - 指令業務に係る情報の一元的な管理及び共有化を図るシステムの総称。
  - 地図情報表示システム - 通信指令システムのうち、110番の通報場所、緊急配備等の発令時における警戒員の配置箇所等の情報を地図上に表示する。
  - カーロケーションシステム - 通信指令システムのうち、無線を装備した自動車の現在地、進行方向等の情報を地図上に表示する。

## 警視庁地域部
出典：
部長にはノンキャリアの警視長が着任する。
地域総務課長､通信指令本部長は警視正で、それ以外の所属長には警視が着任する。
| 課等                 | 課長代理担当等 | 係等                                                            |
| -------------------- | -------------- | --------------------------------------------------------------- |
| 地域総務課           | 庶務           | 庶務係                                                          |
| 地域総務課           | 会計           | 会計係                                                          |
| 地域総務課           | 地域企画       | 地域企画係                                                      |
| 地域総務課           | 地域安全       | 地域安全対策係 地域システム係                                   |
| 地域総務課           | 機動警ら       | 機動警ら係                                                      |
| 地域総務課           | 遊撃特別警ら隊 |                                                                 |
| 地域指導課           | 実務指導       | 実務指導第一係 実務指導第二係 実務指導第三係                    |
| 地域指導課           | 捜査指導       | 捜査指導第一係 捜査指導第二係                                   |
| 地域指導課           | 職務質問指導室 |                                                                 |
| 第一自動車警ら隊     |                |                                                                 |
| 第二自動車警ら隊     |                |                                                                 |
| 第八方面自動車警ら隊 |                |                                                                 |
| 第九方面自動車警ら隊 |                |                                                                 |
| 鉄道警察隊           |                |                                                                 |
| 通信指令本部         | 指令計画課     | 指令計画第一係 指令計画第二係 指令計画第三係 通信指令システム係 |
| 通信指令本部         | 第一指令課     | 指令第一係 指令第二係                                           |
| 通信指令本部         | 第二指令課     | 指令第三係 指令第四係                                           |
| 通信指令本部         | 第三指令課     | 指令第五係 指令第六係                                           |